# Kappa-Zahl
Die Kappa-Zahl ist eine Kenngröße der Zellstoffindustrie, die den Gehalt an Restlignin beschreibt. Sie erfasst die Menge leicht oxidierbarer Doppelbindungen im Zellstoff. Zur Bestimmung wird eine Zellstoffprobe bei Raumtemperatur im Sauren mit einem Überschuss einer Lösung von Kaliumpermanganat versetzt. Nach kurzer Reaktionszeit wird der Überschuss mittels Iodometrie zurücktitriert. Unter diesen Bedingungen reagieren Doppelbindungen und aromatische (phenolische) Strukturen aller an der Cellulose noch vorhandenen Ligninbestandteile, außerdem Harze und Hexenuronsäuren. Letztere sind in großen Mengen in Laubholz-Sulfatzellstoff enthalten. Mit der Kappa-Zahl wird die Intensität des Aufschlusses und der Bedarf an Bleichchemikalien abgeschätzt. In Zellstofffabriken messen online-Geräte die Kappa-Zahl zur Prozesskontrolle.
| Kappa-Zahl | Restlignin (%) | Zellstoffhärte |
| ---------- | -------------- | -------------- |
| 3–7        | 0,5–1,0        | extra weich    |
| 11–15      | 1,5–2,5        | weich          |
| 23–31      | 3,0–4,0        | normal         |
| 46–54      | 6,0–7,0        | hart           |
| 54–69      | 7,0–9,0        | sehr hart      |